# Собор Святого Георгія (Джорджтаун)
6°48′46″ пн. ш. 58°09′49″ зх. д. / 6.8127° пн. ш. 58.1637° зх. д.
Собор Святого Георгія — англіканський собор у Джорджтауні, Гаяна. Є національною пам'яткою. Є дерев'яною спорудою в стилі готичного відродження і досягає висоти 43,5 метра (143 фути). Це резиденція єпископа Гаяни.
Собор спроєктував сер Артур Бломфілд і його відкрили 24 серпня 1892 року. Будівництво було завершено у 1899 році.

## Історія

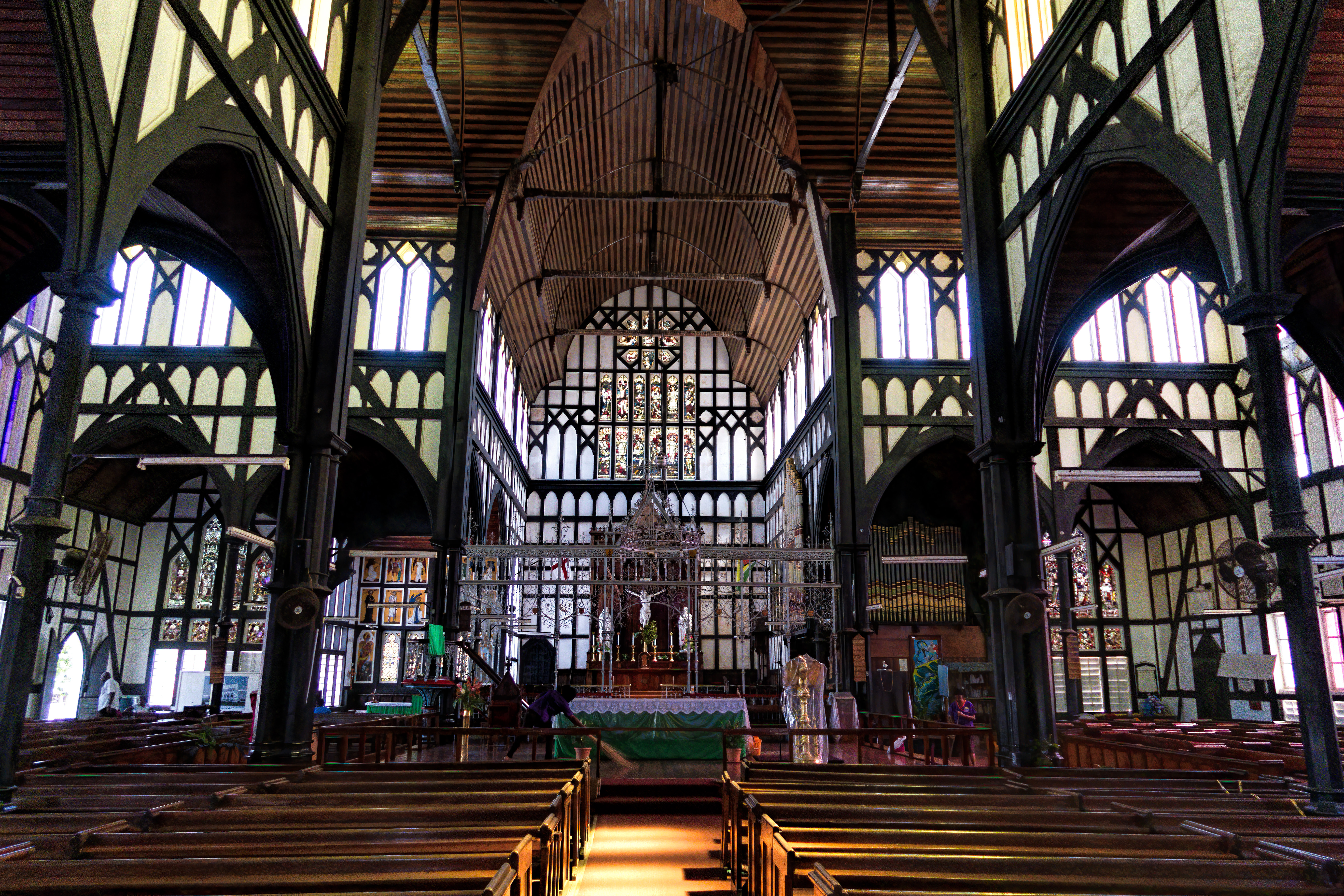
Інтер'єр собору

Історію Англіканської Церкви в Гаяні починається 1781 року, коли преподобний Вільям Беггс, капелан сера Джорджа Родні, прибув до Гаяни. Однак його перебування було нетривалим, і вплив англіканства було відчутно лише в 1796 році, коли преподобний Френсіс Макмагон почав проводити служби в кімнаті на першому поверсі будівлі, що стояла на місці теперішньої будівлі Парламенту.
Перша церква датується 1810 роком і була зведена на місці, де зараз знаходиться школа Святого Георгія. Незабаром ця церква стала замалою для чимраз більшої кількості парафіян. 1839 року було закладено перший камінь у фундамент більшої церкви, а маленьку церкву перенесли до парафії Святого Матвія на східному березі Демерари.
Друга церква була завершена в 1842 році й стала першим кафедральним собором, оскільки 24 серпня 1842 року було висвячено єпископа (Вільяма Пірсі Остіна) і створено єпархію Гаяни. Однак через дефект у конструкції будівлі вона почала тріскатися в кількох місцях і незабаром стала непридатною для користування. Згодом її розібрали.
У 1877 році на території єпархії було зведено тимчасовий кафедральний собор вартістю 10 000 гаянських доларів. Артур Бломфілд розробив перші плани нового собору — кам'яної будівлі з центральною вежею і двома західними вежами; але вони були відхилені через велику вагу і вартість. Його наступні плани дерев'яного собору були прийняті, і цей проєкт зберіг багато характерних рис його першого плану, таких як центральна вежа і латинська хрестоподібна форма нефа і трансептів. Він був виконаний у готичному архітектурному стилі, з летючими контрфорсами, але також мав тропічний колорит, забезпечуючи світло і повітря. Однак він мав бути дерев'яним, і комісія підкреслила, що «повинні бути використані ліси країни й ніякі інші», хоча насправді для стелі була імпортована сосна з Північної Америки.
Перший камінь у фундамент нинішнього собору Святого Георгія, збудованого переважно із зеленого каменю, було закладено 21 листопада 1889 року, а 8 листопада 1894 року собор освятив і посвятив єпископ Проктор Свейбі.